# جورج أولريش
جورج أولريش (بالإنجليزية: George Ulrich)‏ هو لاعب كرة قاعدة أمريكي، ولد في 5 يونيو 1869 في فيلادلفيا في الولايات المتحدة، وتوفي في 19 يناير 1918 في ماونت جوي في الولايات المتحدة.

## وصلات خارجية
- جورج أولريش على موقعبيزبول رفرنس.كوم (الدوري الرئيسي) (الإنجليزية)
- جورج أولريش على موقعبيزبول رفرنس.كوم (الدوري الثانوي) (الإنجليزية)